# Nacionalismo sérvio

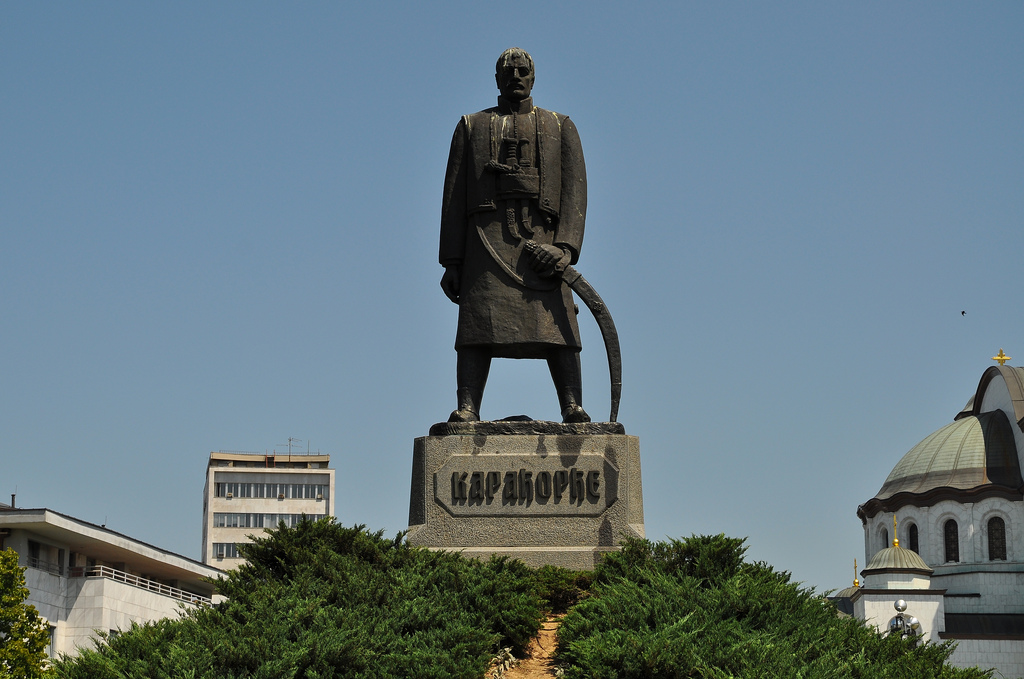
Monumento para Karađorđe em Belgrado

O nacionalismo sérvio defende que os sérvios são uma nação e promove a unidade política e cultural dos sérvios. É uma forma de nacionalismo étnico, originalmente surgindo do contexto geral de ascensão do nacionalismo nos territórios sob gestão do Império Otomano, teve a influência do linguista Vuk Stefanović Karadžić e do político sérvio Ilija Garašanin. O nacionalismo sérvio foi um fator importante durante a Guerras dos Balcãs, que contribuiu para o declínio do Império Otomano, durante e após a Primeira Guerra Mundial quando contribuiu para a dissolução do Áustria-Hungria, e novamente durante a dissolução da Iugoslávia e a guerra da Iugoslávia na década de 1990.
Depois de 1878, os nacionalistas sérvios fundiram seus objetivos com aqueles dos Iugoslavistas, e imitaram o papel de liderança do Reino da Sardenha no Risorgimento italiano, ao reivindicar que a Sérvia deveria não apenas unir todos os sérvios em um Estado, mas que a Sérvia tinha a intenção de ser o Piedmont dos Eslavos meridionais que iria unir todos os Eslávos do sul em um Estado conhecido como Iugoslávia. Os nacionalistas sérvios apoiavam um governo Iugoslávo centralizada que garantisse a unidade dos sérvios enquanto resistisse aos esforços de descentralizar o Estado. A Constituição de Vidovdan adotada pela Iugoslávia em 1921 consolidou o país enquanto um Estado centralizado sob a monarquia Sérvia da Casa de Karađorđević. Os nacionalistas croatas se opuseram ao Estado centralizado e demandaram a descentralização e uma Croácia autônoma dentro da Iugoslávia, que foi aceita pelo governo Iugoslávo no Acordo de Cvetković–Maček de 1939. Os nacionalistas sérvios contestaram o acordo com base na afirmação que ele enfraquecia a unidade da Sérvia, insistindo na sua importância para a Iugoslávia com o slogan "Sérvia forte, Iugoslávia forte". A invasão e partição da Iugoslávia na Segunda Guerra Mundial resultou em conflitos étnicos violentos entre nacionalistas sérvios, croatas, bósnios, entre outros, tendo como consequência a emergência de uma variante altamente violenta de sectarismo no nacionalismo sérvio com o movimento Chetniks.
A descentralização da República Socialista Federativa da Iugoslávia na década de 1960 e a supressão de todos os sentimentos de nacionalismo étnico levaram à uma revanche e ressurgimento do nacionalismo sérvio na década de 1980, que condenou a Iugoslávia pós-segunda guerra e seu sistema descentralizado. No período de colapso da Iugoslávia na década de 1990, com múltiplas repúblicas buscando secessão, os nacionalistas sérvios demandaram que todos os sérvios em todas as repúblicas Iugoslávias tinham o direito de se unificarem em um Estado. Conflitos étnicos ocorreram entre Sérvios buscando uma unidade Sérvia e outras etnias Iugoslávas buscando independência.